# Рыбежно (деревня)
Рыбежно — деревня в Пашском сельском поселении Волховского района Ленинградской области.

## История
Деревня Рыбижна упоминается на карте Санкт-Петербургской губернии Ф. Ф. Шуберта 1834 года.

БОЛЬШАЯ РЫБЕЖНА — деревня принадлежит полковнику Зотову, титулярному советнику Головину, коллежскому асессору Ефремову и князю Мещерскому, число жителей по ревизии: 77 м. п., 68 ж. п. (1838 год)

Как деревня Рыбижна она отмечена на карте Ф. Ф. Шуберта 1844 года.

РЫБЕЖНА — деревня господ Ефремова, Софии Каменецкой и гвардии ротмистра Зотова, по просёлочной дороге, число дворов — 23, число душ — 66 м. п. (1856 год)

РЫБИЖНА — деревня владельческая при реке Паше, число дворов — 28, число жителей: 53 м. п., 58 ж. п. (1862 год)

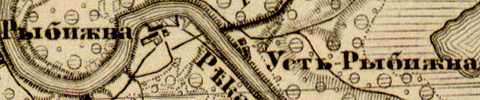
Деревня Рыбежно на карте 1863 года

Согласно карте из «Исторического атласа Санкт-Петербургской Губернии» 1863 года деревня называлась Рыбижна.
В 1863—1864 годах временнообязанные крестьяне деревни Усть-Рыбежно выкупили свои земельные наделы у И. Ф. Апрелева и стали собственниками земли.
В 1869 году свои земельные наделы у В. И. Ефремова выкупили временнообязанные крестьяне деревни Рыбежно.
В 1870—1871 году временнообязанные крестьяне выкупили свои земельные наделы у З. К. Зотова.
В 1874 году крестьяне выкупили наделы у А. Н. Головина.
Согласно материалам по статистике народного хозяйства Новоладожского уезда 1891 года мыза Рыбижна площадью 485 десятин принадлежала дворянке Е. З. Надеждиной, имение было приобретено до 1868 года.
Согласно епархиальным сведениям 1899 года деревня относилась к приходу церкви Святого Иоанна Милостивого (Богоявления Господня) в селе Колголемо.
В конце XIX — начале XX века деревня административно относилась к Николаевщинской волости 3-го стана Новоладожского уезда Санкт-Петербургской губернии.
По данным «Памятной книжки Санкт-Петербургской губернии» за 1905 год деревня называлась Рыбежно и входила в состав Рыбежского сельского общества.
С 1917 по 1923 год деревня Рыбежно входила в состав Рыбежинского сельсовета Николаевщинской волости Новоладожского уезда.
Согласно карте Петербургской губернии издания 1922 года деревня называлась Рыбижно.
С 1923 года в составе Пашской волости Волховского уезда.
С 1926 года в составе Емского сельсовета.
С 1927 года в составе Пашского района.
С 1928 года в составе Пашского сельсовета.
По данным 1933 года деревня называлась Усть-Рыбежно и входила в состав Пашского сельсовета Пашского района Ленинградской области.

Деревня Рыбежно на карте 1940 года

С 1955 года в составе Новоладожского района.
В 1961 году население деревни Рыбежно составляло 150 человек.
С 1963 года в составе Волховского района.
По данным 1966 и 1973 годов деревня Рыбежно также входила в состав Пашского сельсовета Волховского района.
По данным 1990 года деревня Рыбежно входила в состав Рыбежского сельсовета.
В 1997 году в деревне Рыбежно Рыбежской волости проживали 26 человек, в 2002 году — 21 человек (все русские).
В 2007 году в деревне Рыбежно Пашского СП — 16 человек, в 2010 году — 23.

## География
Деревня расположена в северо-восточной части района близ автодороги 41К-021 (Паша — Часовенское — Кайвакса).
Расстояние до административного центра поселения — 11 км.
Расстояние до ближайшей железнодорожной станции Паша — 8 км.
Деревня находится на левом берегу реки Паша.

## Демография
| 1838 | 1862 | 1997 | 2002 | 2007 | 2010 | 2012 |
| ---- | ---- | ---- | ---- | ---- | ---- | ---- |
| 145  | ↘111 | ↘26  | ↘21  | ↘16  | ↘15  | ↗19  |
| 2017 |      |      |      |      |      |      |
| ↘18  |      |      |      |      |      |      |

### Национальный состав
Согласно данным Всероссийской переписи населения 2021 года в деревне проживали 90 человек, из них:
 русские — 80, армяне — 4, азербайджанцы — 2 человека, остальные национальность не указали.

## Улицы
Новая.